# Оби-Мехнат
Оби-Мехнат (тадж. Оби Меҳнат) — село (тадж. деҳа) в Раштском районе Таджикистана. Входит в состав сельской общины (джамоата дехота) Оби-Мехнат. Расстояние от села до центра района (пгт Гарм) — 28 км, до центра джамоата (село Вахдат) — 4 км. Население — 117 человек (2017 г.), таджики. Население в основном занято сельским хозяйством (животноводство и растениводство). Земли орошаются главным образом водами горных источников.